# Suženjska reka
Suženjska reka (angleško Slave River, francosko Rivière des Esclaves) je reka v Kanadi, ki teče skozi severovzhodne predele Alberte in južne predele Severozahodnih teritorijev. Dolga je 415 kilometrov, njeno porečje pa zajema površino 616.400 km².
Suženjska reka izvira v notranji delti, kjer se reki Peace in Athabasca izlivata v jezero Athabasca. Izhaja iz sotočja reke Peace z rečico Rivière des Rochers (francosko 'Kamnita reka'), od koder teče proti severu. Izliva se v Veliko suženjsko jezero v bližini naselja Fort Resolution.
Suženjska reka je s svojim porečjem, ki ga kot njeni pritoki večinoma sestavljajo številni potoki, del porečja Mackenziejeve reke in s tem tudi del največjega rečnega sistema v Kanadi. Glavna struga Mackenziejeve reke izvira iz Velikega suženjskega jezera in teče proti Arktičnemu oceanu oziroma Beaufortovemu morju.